# Hulhimendhoo (Laamu-atol)
Hulhimendhoo is een van de onbewoonde eilanden van het Laamu-atol behorende tot de Maldiven.